# 浅尾丁策
浅尾 丁策（あさお ていさく、1907年9月27日 - 2000年1月29日）は、日本の油絵専門の絵画修復師。美術モデル紹介所のプールヴーモデル紹介所の創始者でもある。

## 生涯
1907年9月27日、東京市下谷区（現・台東区）に生まれる。父親は、油絵筆の製作販売店「拂雲堂」の主であった。
1925年、画材店竹見商店の店員となり、画材の知識を詰めこむ。1927年に、東京美術学校の近所に、画材店の浅尾拂雲堂（あさおふつうんどう）を創業する。画材店経営のかたわら、油絵の修復について研究を重ね、東京美術学校教授の田辺至や画家の山下新太郎ら修復に詳しい人物から知識教わるなど、油絵修復技術の確立にこぎつける。
1947年、浅尾拂雲堂にて、美術モデル紹介をはじめ、1949年に、「プールヴーモデル紹介所」を設立する。1983年、労働大臣表彰を受ける。1985年に秋の叙勲に選ばれる。1986年に、自分の半生と芸術家らとの交流を取り上げた著作『金四郎三代記―谷中人物叢話』を、芸術新聞社より出版する。1995年に、浅尾丁策の油絵修復技術が、台東区無形文化財〔工芸技術〕に、指定を受ける。1996年には、『昭和の若き芸術家たち―続金四郎三代記』を出版する。
2000年1月29日、台東区の自宅で老衰のため死去。92歳没。

## 著作
- 金四郎三代記―谷中人物叢話　1986年　芸術新聞社　ISBN 4875860080
- 昭和の若き芸術家たち―続金四郎三代記〈戦後篇〉 1996年　芸術新聞社　ISBN 4875862253